# Meyrieu-les-Étangs
Meyrieu-les-Étangs är en kommun i departementet Isère i regionen Auvergne-Rhône-Alpes i sydöstra Frankrike. Kommunen ligger i kantonen Saint-Jean-de-Bournay som tillhör arrondissementet Vienne. År 2022 hade Meyrieu-les-Étangs 1 029 invånare.

## Befolkningsutveckling
Antalet invånare i kommunen Meyrieu-les-Étangs
Referens:INSEE